# 六氟磷酸盐
六氟磷酸盐是含有阴离子PF6-的化合物。PF6-是稳定的，在浓酸下加热水解非常缓慢，在碱中的水解更加缓慢。
磷酸根（PO43-）还可以部分被氟离子取代，如PO3F2-（单氟磷酸盐）等。

## 制备
六氟磷酸盐可以由六氟磷酸和金属的氧化物、氢氧化物或碳酸盐反应制备。